# Falsomesosella nigronotata hakka
Falsomesosella nigronotata hakka es una subespecie de escarabajo longicornio del género Falsomesosella, tribu Mesosini, subfamilia Lamiinae. Fue descrita científicamente por Gressitt en 1937.

## Descripción
Mide 6,8-7 milímetros de longitud.

## Distribución
Se distribuye por China.